# Avenue de la Porte-de-Villiers
Ne doit pas être confondu avec Avenue de Villiers.
L'avenue de la Porte-de-Villiers est une voie du 17e arrondissement de Paris, de Levallois-Perret et de Neuilly-sur-Seine.

## Situation et accès
Elle est située en partie à l'extérieur du périphérique parisien (mais encore dans le 17e arrondissement). Elle croise la rue Cino-Del-Duca qui marque la limite avec Levallois-Perret (numéros pairs) et Neuilly-sur-Seine (numéros impairs). Elle se termine au carrefour Bineau et se prolonge sous le nom de rue de Villiers. 
Il s'agit vraisemblablement de la seule voie de Paris se référant à une porte, à être prolongée au delà des limites administratives de Paris.
Elle donne accès au square Jacques-Audiberti.

## Origine du nom

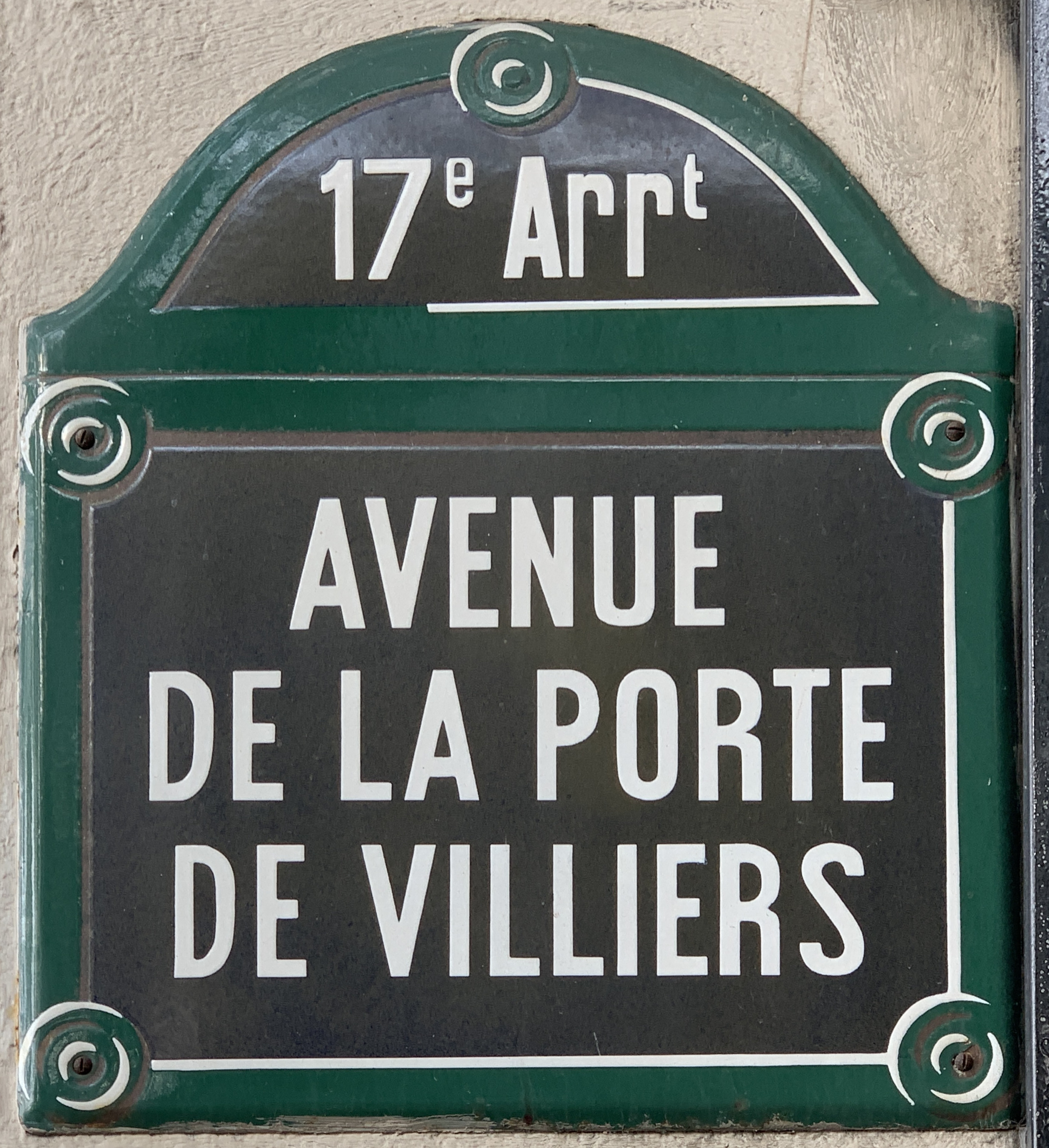
Plaque de l'avenue.

Elle porte ce nom car elle est située en partie sur l'emplacement de l'ancienne porte de Villiers de l'enceinte de Thiers à laquelle elle mène.

## Historique
Cette avenue a été ouverte pour : 
- la partie comprise entre le boulevard Gouvion-Saint-Cyr et les boulevards de Dixmude et de l'Yser sur l'emplacement des bastions nos 49 et 50 de l'enceinte de Thiers ;
- la partie se terminant rue Cino-Del-Duca, annexée à Paris par décret du 27 juillet 1930, était située autrefois sur le territoire de la commune de Neuilly-sur-Seine, pour le côté impair, et sur le territoire de la commune de Levallois-Perret, pour le côté pair.

## Bâtiments remarquables et lieux de mémoire
Cette avenue fait partie des cent cinquante-neuf voies de circulation pénétrant dans la capitale choisies en 1971 par le photographe franco-polonais Eustachy Kossakowski pour former la série 6 mètres avant Paris.
Au no 45 se trouve un des neuf anciens bureaux d'octroi de Neuilly (Villiers). Ils sont créés en 1825 et placés aux accès principaux de la ville. Ils sont désaffectés en 1939, remplacés par l'Octroi intercommunal de banlieue, qui intègre plusieurs communes limitrophes de Paris. Trois subsistent de nos jours, côté Levallois-Perret, dont celui de l'avenue de la Porte-de-Villiers, carrefour Bineau, attesté au moins depuis 1869. Il s'agit à l'origine d'une cabane en bois, remplacé en 1909 par l'actuel bâtiment en briques, œuvre de l'architecte Léopold Girauld.